# Фдерик
Фдерик ((араб. افديرك), латиницею — Fderîck або F'dérick) — місто на північному заході Мавританії (Африка).

## Опис
Населений пункт був утворений в другій половині 20 сторіччя поблизу колишнього французького форту з метою видобутку залізних руд. Із Фдерика та сусіднього міста Зуерат руда Мавританською залізницею вивозиться в порт Нуадібу, який розташований на березі Атлантичного океану. 
Місто знаходиться на висоті 455 м над рівнем моря у віддаленому регіоні країни на кордоні з Західною Сахарою. Населення міста складає 6793 особи (за даними 2013 року).